# Nationalvertrieb
Als Nationalvertrieb versteht man einen Vertriebsdienstleister für Verlage, der in dessen Auftrag den Großhandel (Grosso) und den Bahnhofsbuchhandel mit Zeitungen, Zeitschriften und Non-Press-Produkten beliefert. Die Namensherkunft resultiert aus der direkten Übernahme des englischen Begriffs "national distributor".
Der Nationalvertrieb übernimmt, je nach Kompetenz und Bedarfsfall, die kompletten vertrieblichen Aktivitäten des Verlages und hat somit im Markt eine wichtige Bündelungs- und Filterfunktion inne. Der Verlag profitiert umgekehrt von der professionellen Betreuung sowie von logistischen Synergieeffekten für sein Produkt.

## Aufgaben
Der Nationalvertrieb übernimmt die Markteinführung von Pressetiteln, erstellt den Versandplan und die Versandunterlagen, übernimmt die Verkaufsdatenverarbeitung bis zur Fakturierung, wertet den Verkauf aus und betreibt das Marketing für den Vertrieb.

### Beispiele
Die großen Verlagsgruppen in Deutschland wie Axel Springer SE, Gruner+Jahr AG bzw. jetzt RTL AG (über die Tochter DPV Deutscher Pressevertrieb), Bauer Media Group Heinrich Bauer Verlag KG, Verlagsunion, Hubert Burda Media und MZV Münchner Zeitschriftenvertrieb bieten anderen Verlagshäusern über ihre Vertriebsabteilungen die Serviceleistung Nationalvertrieb an.